# چندپتانسیلی
چندپتانسیلی (انگلیسی: Multipotentiality) یک واژه آموزشی و روان‌شناختی است که به توانایی و اولویت فرد مخصوصا فردی که دارای توانمندی ذهنی و کنجکاوی هنری زیادی است اشاره دارد که در آن فرد در یک یا چند زمینه مختلف به مراحل عالی می‌رسد. همچنین اشاره به افرادی دارد که علایق آنها به چند رشته شامل میشود بیش از آنکه فقط در یکی از آنها قوی باشد در این حال فرد چندپتانسیلی خوانده می‌شود. در عین به افراد که فقط در یک موضوع به تکمیل علایق می‌پردازند متخصص گفته می‌شود. 
همچنین طی یک سخنرانیِTED، امیلی واپنیک به صحبت درباره افراد چندپتانسیلی پرداخته و اظهار داشت که ۳ ویژگی برتر این افراد، تواناییِ"ترکیب ایده‌ها" ، یادگیری سریع" و "انطباق پذیری" است.  